# Eerste Belgische treinrit

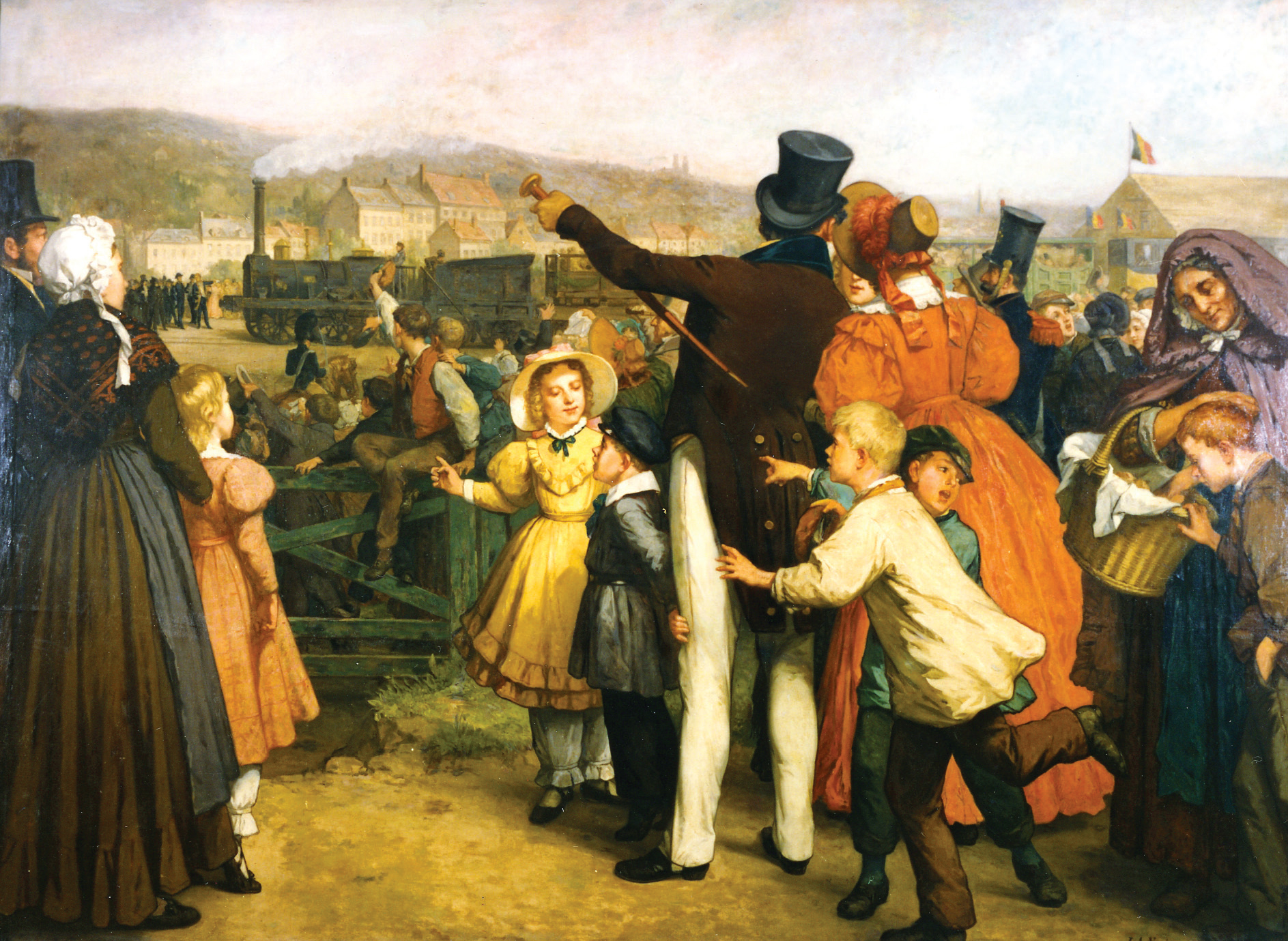
Jan Neuhuys, 1885: Inauguration du premier chemin de fer en Belgique of Inhuldigingsrit van 5 mei 1835 (Train World)

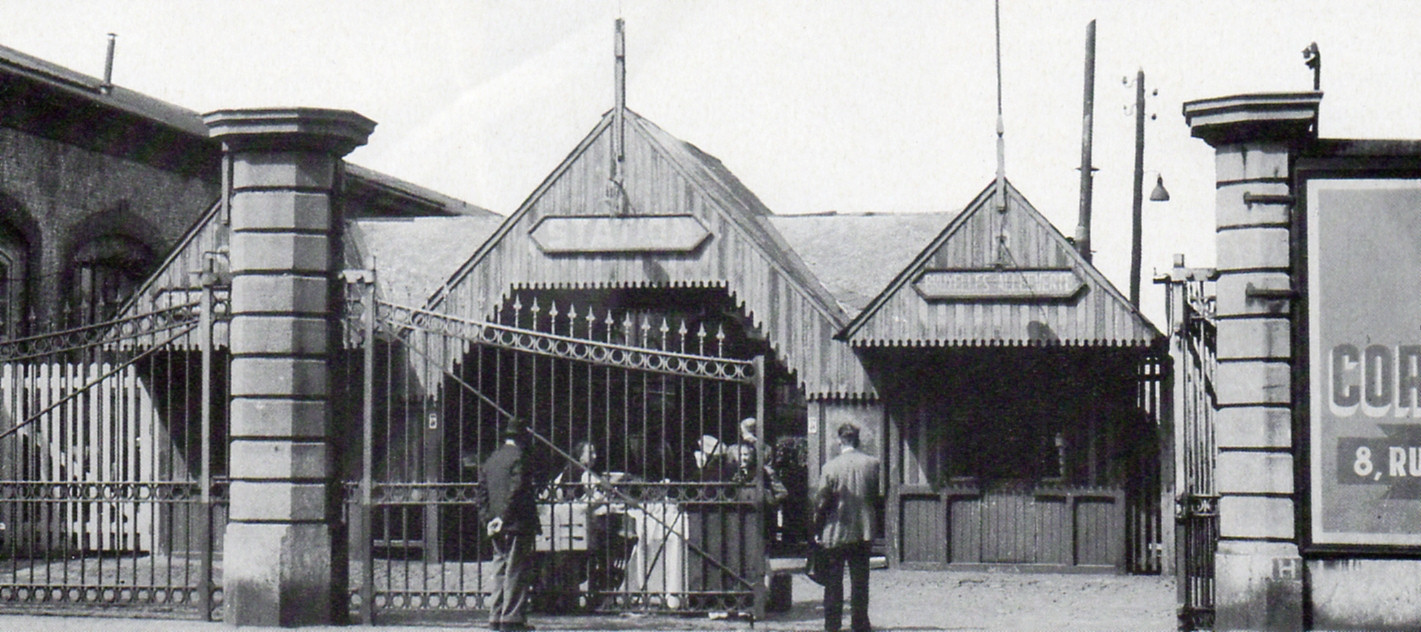
Het Brusselse Groendreefstation, vanwaaruit de eerste rit vertrok

De eerste Belgische treinrit is een historische gebeurtenis die plaatsvond op 5 mei 1835. Op die dag werd de spoorlijn tussen Brussel en Mechelen geopend en reed er voor de eerste maal in de geschiedenis een trein op het Europese continent. De rit bestond uit een konvooi van drie stoomlocomotieven van Britse makelij die achter elkaar het traject aflegden met aan boord in totaal 900 genodigden. Deze rit luidde het begin in van de rijke geschiedenis van de Belgische spoorwegen en vormde de drijfveer van het industriële succes van België in de 19de eeuw.

## Aanloop naar een Belgische spoorlijn

### Een crisis in het transport

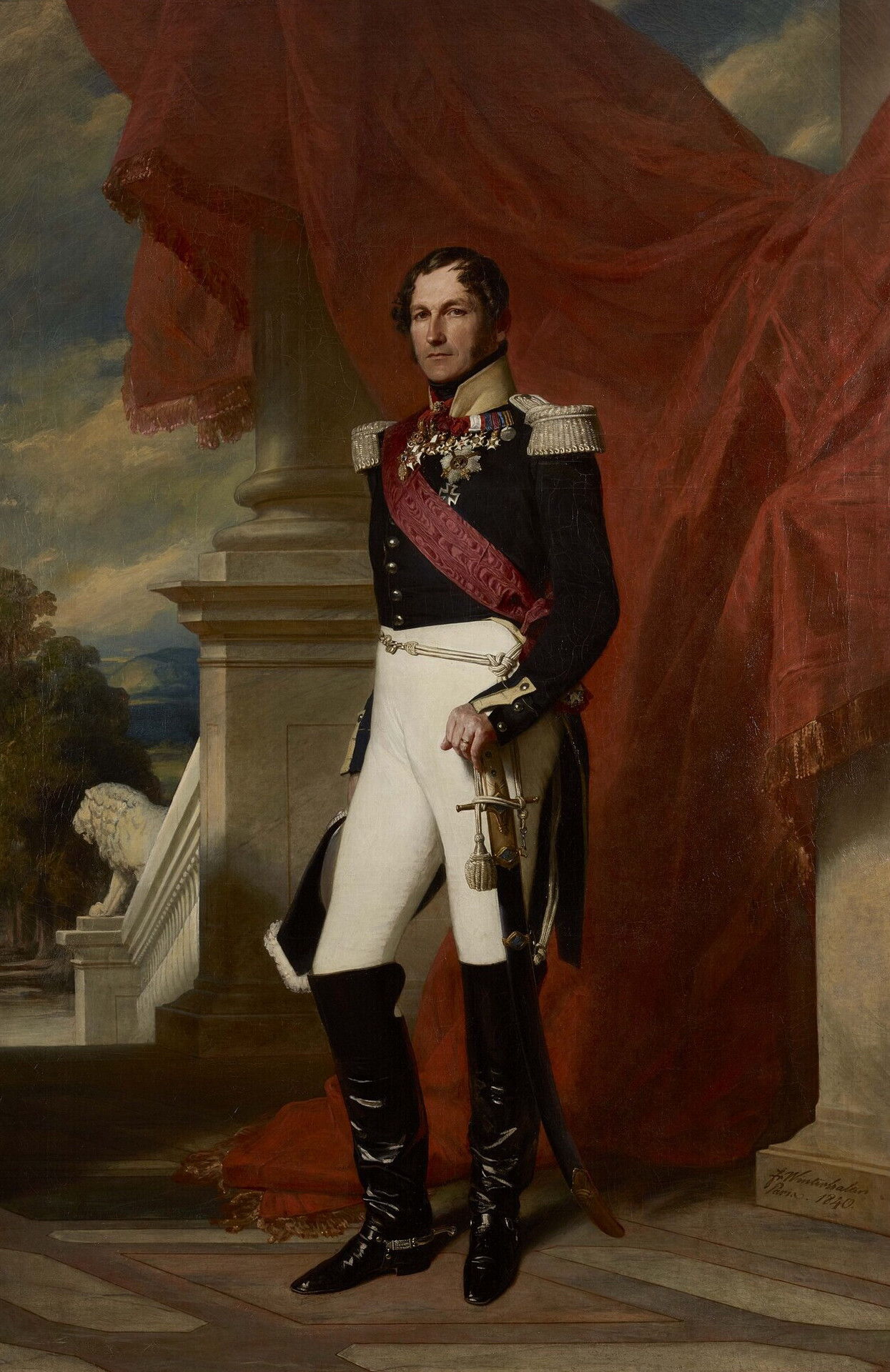
Koning Leopold I

Toen België zich in 1830 wist af te scheuren van Nederland kreeg de jonge staat af te rekenen met een opvallend probleem. Zware transporten, die onontbeerlijk waren voor de almaar groeiende Belgische industrie verliepen destijds vooral via rivieren en kanalen. Door de breuk waren de Nederlandse vaarwateren echter niet langer toegankelijk. Dit had nefaste gevolgen voor de ontwikkeling van belangrijke regio's als de Antwerpse haven en Wallonië, die in deze periode een sterke industriële groei kenden. Zo werd de haven van Antwerpen afgesneden van het Duitse achterland, wat sterke economische spanningen met zich meebracht. Er dienden dus nieuwe transportmogelijkheden gevonden te worden.
Het kersverse Belgische staatshoofd Koning Leopold I mengde zich in het probleem. Hij was een sterke bewonderaar van de sterke Engelse industrialisatie en in het bijzonder de ontwikkelingen binnen het spoorweggebeuren. Sinds de doorbraak van Stephensons stoomlocomotief was het Britse spoorwegnetwerk exponentieel gegroeid. Leopold heeft Stephenson ook persoonlijk ontmoet. Het idee voor een Belgische spoorweg was geboren.

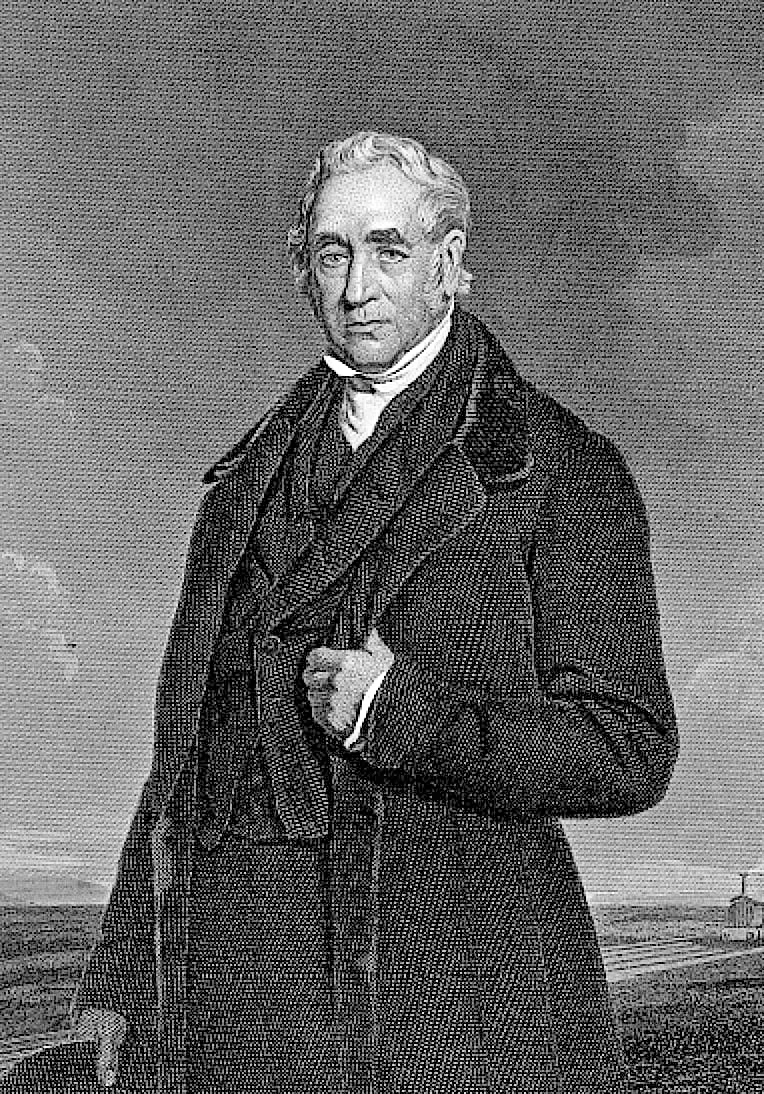
George Stephenson

### Een concreet plan
In navolging van Leopolds positieve kennismaking met de spoorweg werden twee ingenieurs van de dienst wegen en bruggen, de schoonbroers Pieter Simons en Gustave De Ridder, naar Groot-Brittannië gezonden om er de spoorwegtechnologie en de mogelijkheden daarvan nader te bestuderen. Ook zij waren enorm enthousiast over het nieuwe transportmedium en keerden zelf terug met een concreet idee. Bij hun thuiskomst legden zij de Belgische regering het concept voor om een spoorlijn uit te bouwen tussen Antwerpen en Duitsland, de zogenaamde IJzeren Rijn. Het idee werd door de regering goedgekeurd en daarmee was de basis gelegd voor de bouw van de eerste Belgische spoorlijn.
De werken begonnen echter niet meteen. Zo hielden enkele politieke problemen de bouw tegen. Er was namelijk onenigheid over de rechten op de bouw en exploitatie van de toekomstige spoorlijn. Sommigen vonden dat deze door de Belgische staat zouden moeten gebeuren, anderen vonden dat het op liberale leest geschoeide België dit aan de privésector moest overlaten.
Op 1 mei 1834 werd alsnog een wet tot de aanleg van 380 km spoor uitgevaardigd die goedgekeurd werd in de kamer en de senaat. Deze wet bood echter ook plaats voor private spoorwegondernemingen. Kort hierop werd de bouw aangevat van een spoorlijn tussen Brussel en Mechelen. De keuze voor Mechelen als eindpunt voor deze lijn valt te verklaren door het feit dat men deze stad als centraal punt van het Belgische spoorwegnetwerk wilde nemen.

## Een historische rit

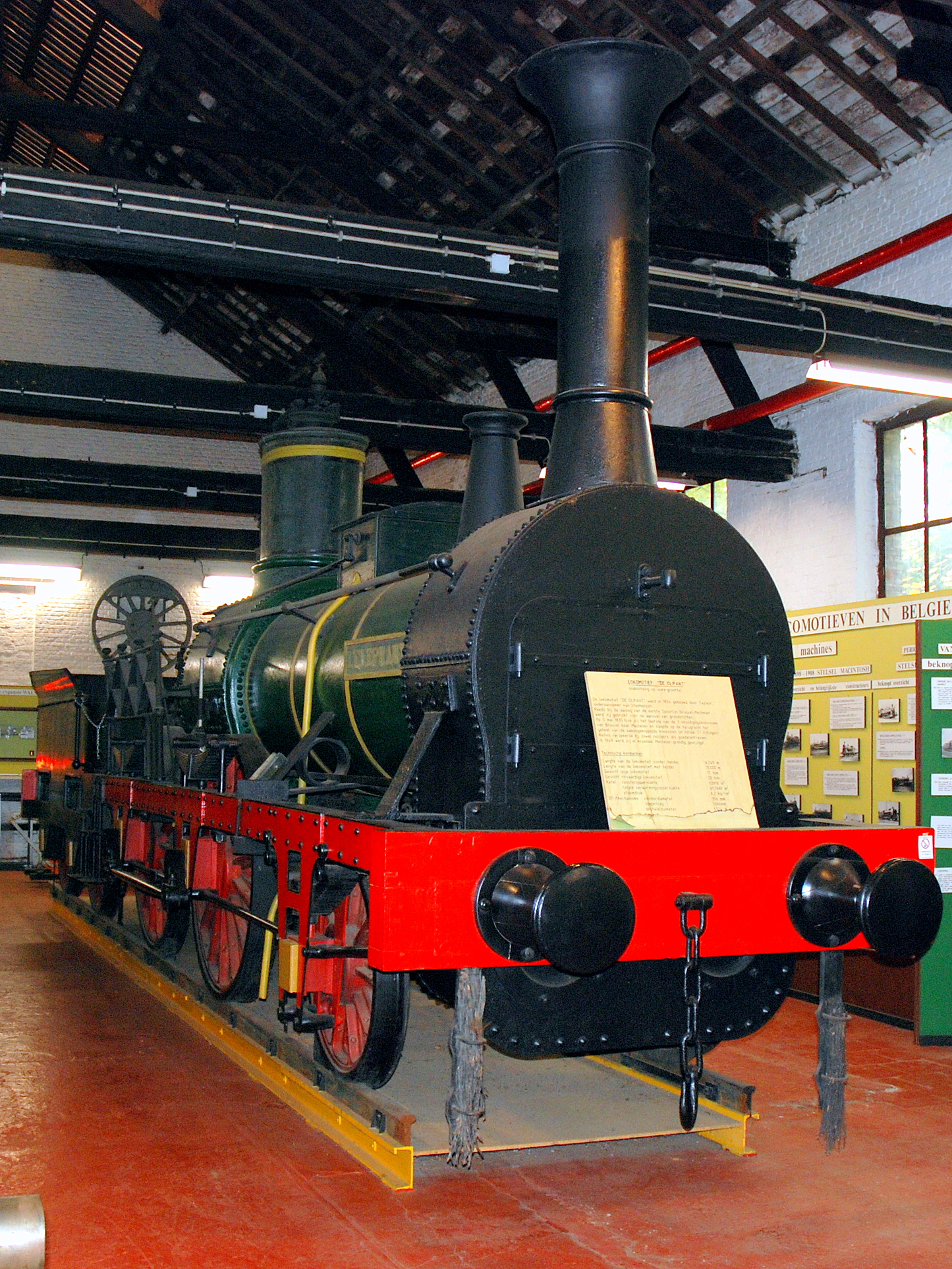
In 1885 gebouwde replica van De Olifant - spoorwegmuseum De Mijlpaal in Mechelen

### Het vertrek
Op 5 mei 1835, iets meer dan een jaar na het goedkeuren van de wet, was het dan eindelijk zover. In het Brusselse station Groendreef - nu het Maximiliaanpark - stonden drie treinen vertrekkensklaar. Het evenement werd door een grote massa bijgewoond. Onder hen koning Leopold I en George Stephenson zelf. 900 mensen werden uitgenodigd om mee te reizen op een van de drie eerste treinen op het Europese vasteland, onder hen de bekende auteur Victor Hugo, die zijn ervaring van de rit zou neerschrijven in de zin "Het graan op de akkers lijkt een wuivende, gouden haardos". Om veiligheidsredenen reed de koning zelf niet mee.
Het traject bedroeg 22 kilometer en had onderweg één tussenstop: Vilvoorde. Volgens de legende zou koning Leopold hier incognito ingestapt zijn om de rit toch mee te maken. Dit werd echter nooit bevestigd. De treinen deden elk respectievelijk 45, 50 en 55 minuten over de rit. Dit was vijf maal sneller dan de gebruikelijke koetsen. Langsheen het hele traject woonden mensen de gebeurtenis bij.
Een van de machinisten zou ene Jan-Baptist-Jozef Ferom geweest zijn uit Bois-de-Villers (1818-1907), hoewel het weinig waarschijnlijk lijkt dat een 17-jarige deze verantwoordelijkheid zou hebben gekregen.

### Treinsamenstelling
Aan de eerste rit namen drie treinen van Britse makelij deel. deze reden in konvooi achter elkaar waardoor ze elk vijf minuten na de andere aankwamen. De treinen vertrokken elk op een van de drie kopsporen in station Brussel Groendreef. Een kort overzicht van de treinsamenstellingen:
- Trein 1 - De Pijl: zeven open rijtuigen met banken voor mensen van goede afkomst.
- Trein 2 - De Stephenson: zeven open en gesloten rijtuigen.
- Trein 3 - De Olifant: Zestien open rijtuigen met banken.

### Terugrit
Na aankomst in Mechelen werden de dertig rijtuigen weer aan elkaar gekoppeld voor hun terugrit. In Mechelen werd de mijlpaal geplaatst die fungeert als nulpunt van het Belgische spoorwegnet. Getrokken door locomotief De Olifant keerden de 30 rijtuigen terug naar Brussel. De locomotief kreeg echter pech te Vilvoorde en moest opnieuw water inslaan om zijn rit te voltooien. De eerste treinrit op het Europese vasteland was hiermee een feit.

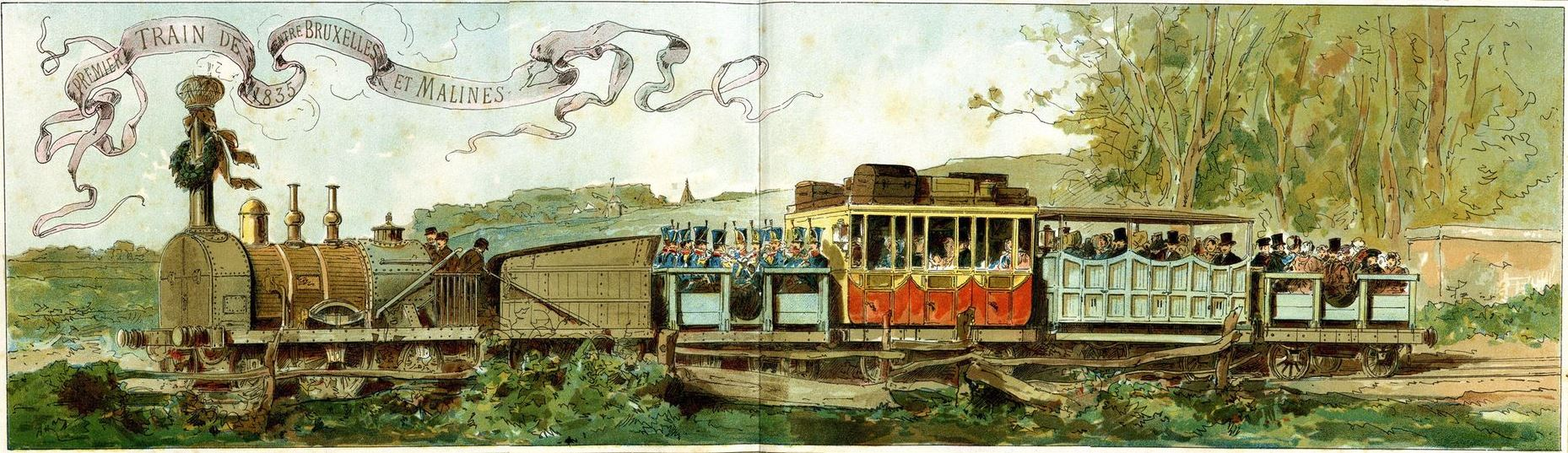
Kleurenprent van de treinrit door Armand Heins (1885)

## Navolging

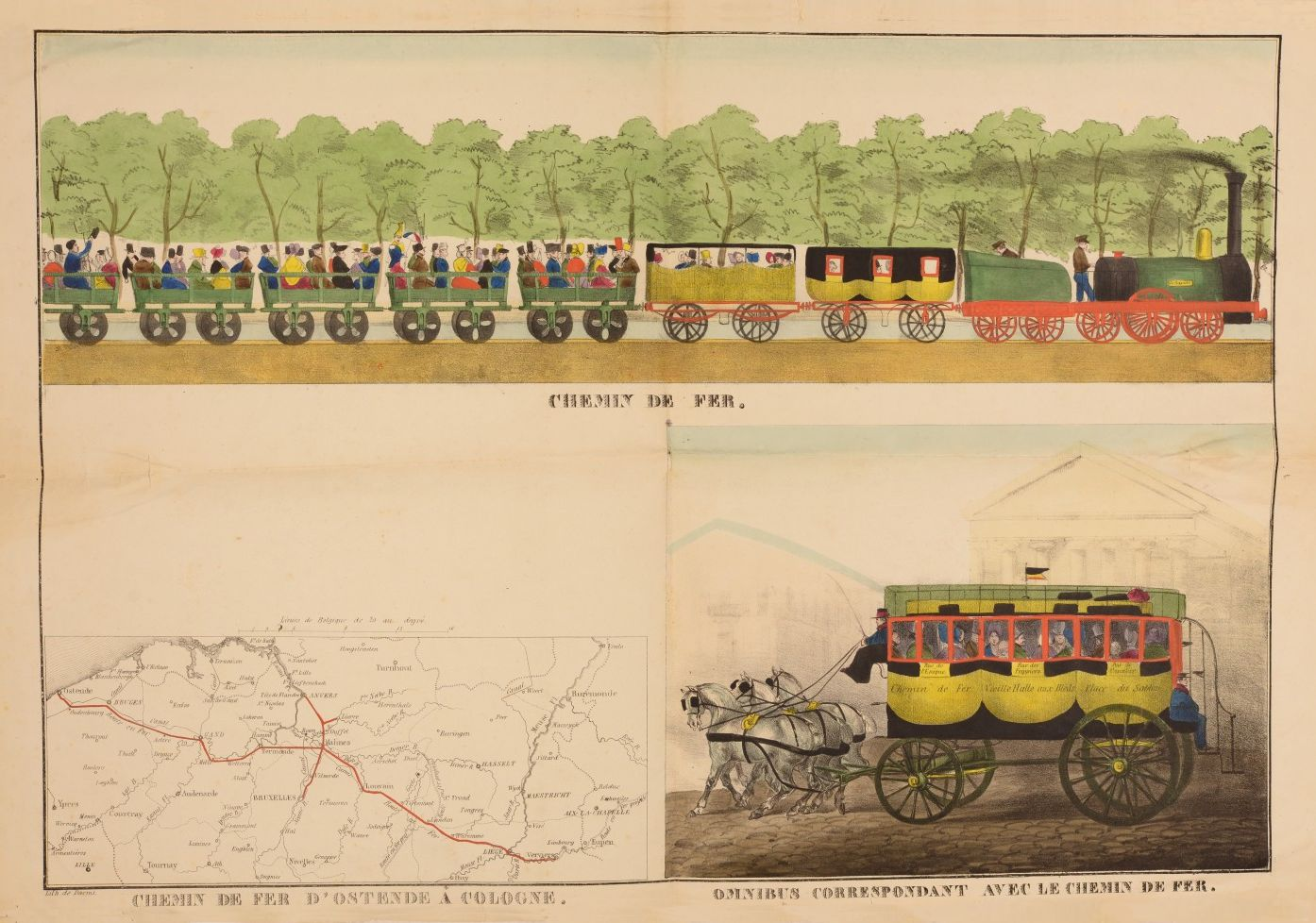
Belgische spoortrein La Rapide, 1835-1836

Daags na de eerste rit groeide de trein uit tot een ware toeristische attractie. De populariteit van het medium groeide als dusdanig dat er op de zwarte markt enorme bedragen neergeteld werden voor een eenvoudig treinticket. In de maanden die volgden op de eerste rit reisden maar liefst 150 000 mensen mee met de trein. Er werden dan ook nieuwe locomotieven ingezet: in juli "La Rapide", een maand later "L'éclair" en in december "Le Belge", de eerste in België gebouwde locomotief. Het kleine houten station Brussel-Groendreef werd al vlug te klein en enkele jaren later lagen de plannen voor het Brusselse Noordstation reeds op tafel. Al snel werden ook in België locomotieven geproduceerd en breidde ook het spoornetwerk exponentieel uit. Het oorspronkelijke doel van de spoorweg, Antwerpen met Duitsland verbinden, werd in 1843 verwezenlijkt.

## Trivia
De eerste treinreis in België komt voor in het Suske en Wiske-album De Fluitende Olifant. In dit album heeft Lambik voor de verjaardag van Suske tickets geregeld voor deze treinreis. Hiervoor laat hij Professor Barabas hem, Suske, Wiske, Jerom en Barabas zelf naar 1835 flitsen met de Teletijdmachine. De over-over-overgrootmoeder van Barabas, Miranda zit hierbij op de trein als machiniste. Lambik zorgt er echter voor dat professor Barabas verdwijnt, omdat hij een privé-detective tegenhoudt die een terrorist achterna zat die een aanslag op de trein wil plegen die Miranda niet zou overleven, waardoor professor Barabas nooit geboren zou worden. De vrienden doen er daarom alles aan om deze aanslag te voorkomen en op deze manier professor Barabas te redden.